# نمایش فاژی

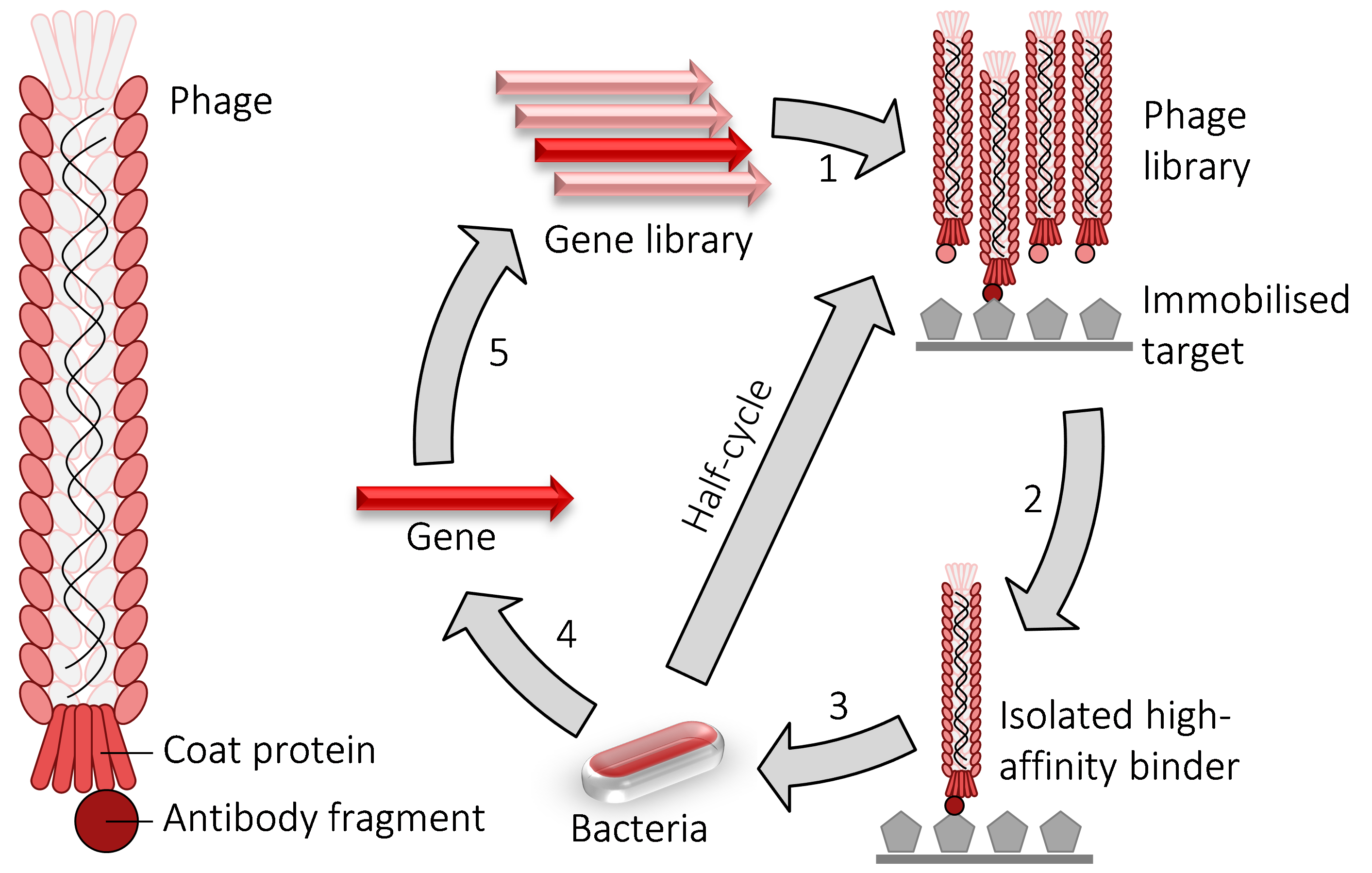
نمایش فاژی

نمایش فاژی ( به انگلیسی Phage Display ) تکنیک آزمایشگاهی است برای مطالعه برهمکنش پروتئین با پروتئین، پروتئین با پپتید و پروتئین با دی ان ای که از باکتریوفاژ ( ویروسی که باعث بیماری زایی در باکتری ها می شود ) برای ارتباط بین پروتئین ها و اطلاعات ژنتیکی که آن ها را کد میکنند استفاده می شود . در این روش یک ژنی که پروتئین مورد نظر ما را کد میکند به ژن کد کننده پروتئین پوششی اضافه میکنند که باعث میشود فاژ ,پروتئین را در بخش بیرونی خود نمایش دهد در حالیکه ژن کد کننده آن پروتئین در درونش قرار دارد . این نمایش فاژی سپس میتواند علیه دیگر پروتئین ها , پپتید ها یا سکانس های دی ان ای برای پیدا کردن برهمکنش بین پروتئین نمایش داده شده و سایر مولکول ها غربال شود . در این روش کتایخانه ی بزرگی از پروتئین ها می توانند غربال و زیاد شوند که به این پروسه in vitro selection گفته میشود . معمول ترین فاژی که در نمایش فاژی استفاده میشود M13 و Filamentous phage میباشد . اگرچه T4 , T7 و لامبدا نیز مورد استفاده قرار میگیرد .